# Hansetag
Der Hansetag (auch „gesamthansische Tagfahrt“) bezeichnet die Zusammenkunft  von Vertretern der Hansestädte, um alle wichtigen Angelegenheiten der Gemeinschaft zu behandeln.

## Bedeutung
Der Hansetag war die oberste Instanz und das Organ der Gemeinschaft, auf dem ihre Interessen ausgehandelt, beschlossen und durchgesetzt wurden.
Hierzu zählen insbesondere die Ratifizierung von Verträgen, das Aushandeln von Handelsprivilegien, Verhandlungen mit ausländischen Herrschern, Entscheidungen über Frieden, Krieg und Wirtschaftsblockaden, Festlegungen von wirtschaftlichen Vorschriften und die Aufnahme oder der Ausschluss aus der Gemeinschaft.
Zur Klärung regionaler Fragen fanden neben den Hansetagen Drittel- und Regionaltage statt.
Neben dem Hansetag gab es keine weiteren Organisationsstrukturen der Hanse, er kommunizierte in direkter Linie mit den Mitgliedern der Städtegemeinschaft.
Die Organisationsform der Hanse wird daher auch als ein flaches, horizontal strukturiertes Netzwerk verstanden.
Jeweils zum Abschluss eines Hansetages wurde ein Sitzungsprotokoll (der Hanserezess) mit den Tagungsergebnissen und Beschlüssen erstellt und den Ratssendboten für ihre Städte als Kopie übergeben. Die Hanserezesse, die die politischen Entscheidungsprozesse der Hanse dokumentieren, sind für die Geschichtsforschung von großem Wert, sie wurden jedoch nur bis einschließlich 1537 veröffentlicht.
Die erste Versammlung der Hansestädte, auf der Vertreter der Städte aus allen drei Dritteln zusammenkamen, fand 1356 in Lübeck statt, sie wird daher als der erste allgemeine Hansetag bezeichnet.
Städtebündnisse, wie der wendische und westfälische Städtebund existierten bereits 100 Jahre vorher, die auf Tagfahrten ihre gemeinsamen Interessen abstimmten. Der erste Eintrag eines Hansetages in Hanserecesse Band 1 aus dem Jahr 1256 berichtet über eine Zusammenkunft in Wismar, bei der ein Streit zwischen den Städten Lübeck und Rostock beigelegt werden sollte. Eine erste Zusammenkunft zweier Städtebündnisse fand 1305 statt, zu der Lübeck im Namen der wendischen Städte die westfälischen Städte zu einer gemeinsamen Tagfahrt eingeladen hatte. Es war der Beginn der allgemeinen Versammlungen der Hansestädte und kennzeichnet auch den Übergang von der Kaufmannshanse in den hansischen Städtebund.
Der bevorzugte Versammlungsort der Hanse war Lübeck aufgrund seiner Vorrangstellung und geografischen Lage. Zwischen 1356 und 1480 fanden von 111 Hansetagen 76 in Lübeck statt (mit Teilnahmen von drei Dritteln wie auch von zwei Dritteln). Es war auch überwiegend Lübeck, das die Initiative zur Einberufung eines Hansetages ergriff.
Die Beteiligung der Mitglieder an den Hansetagen war überwiegend gering, in der Regel waren nur 10 bis 12 Städte durch ihre Ratssendboten vertreten. Die größte Anzahl betrug 39 Abordnungen im Jahr 1447, kaum die Hälfte der Gesamtzahl. Ein Hauptübel war das Nichterscheinen, weil die Städte die Reisekosten für die Abgeordneten sparen wollten. Das Ausbleiben wurde wiederholt durch Geldstrafen geahndet.
Neben den Ratssendboten wurden gelegentlich auch hochgestellte Gäste, wie der Kaiser, der Erzbischof oder Fürsten zum Hansetag eingeladen.
Heute existieren zwei Bedeutungen: Der (historische) Hansetag, auf dem die Beschlussfassungen des mittelalterlichen und frühneuzeitlichen Städtebundes der Hanse erfolgten, und die Hansetage der Neuzeit.

## Hansetage von 1356 bis 1669
Im Folgenden werden die Hansetage wie die Städtetage vom Beginn des ersten Hansetages im Jahr 1356 bis zum letzten Hansetag im Jahr 1669 in Lübeck tabellarisch erfasst. Angemerkt werden schlagwortartig besondere Beschlüsse und ihre zeitlichen Einordnungen in die Geschichte der Hanse und ihrer Mitgliedsstädte.

### Hansetage von 1356 bis 1365
| Datum                                         | Tagungsort                   | Teilnehmer/Vertreter | Beschlüsse und zeitliche Einordnungen |
| --------------------------------------------- | ---------------------------- | --- | --- |
| 2. Febr. 1356                                 | Lübeck                       | Entsandte Ratssendboten nach Brügge: Lübisches Drittel, Lübeck, Hamburg und Stralsund; Westfälisch-preußisches Drittel, Dortmund, Soest, Thorn und Elbing; Gothländisches Drittel, Gotland und livländische Städte.                                                                                              | Erster allgemeiner Hansetag: Die wichtigste Entscheidung auf dem Hansetag war der Beschluss, eine Gesandtschaft unter Leitung des lübischen Ratsherrn Jakob Pleskow und Vertretern der drei hansischen Drittel nach Brügge zu schicken, um mit dem Grafen von Flandern über schwelende Streitfragen zwischen Flandern und deutschen Kaufleuten zu verhandeln. Die am 12. Juni 1356 in Brügge stattgefundenen Verhandlungen erreichten jedoch nicht die gewünschten Ziele. Dagegen konnte das bislang unabhängige deutsche Kontor in Brügge unter die Kontrolle der Hansestädte gebracht werden. Der Recess zu Brügge vom 12. Juni 1356 enthält über drei Seiten das Verzeichnis der Älterleute zu Brügge nebst ihren Herkunftsorten. |
| 4. Aug. 1356                                  | Lübeck                       | | Verhandlungen über Streitfragen zwischen Kampen und den Städten Stralsund, Rostock und Wismar, die mit einem Schiedsspruch Lübecks und Greifswalds beendet werden konnten. Durch den zunehmenden Seehandel auf der Ostsee wurden 1356 in Greifswald die Schonenfahrer- und die Bergenfahrer-Companie gegründet. |
| 20. Jan. 1358                                 | Lübeck                       | Lübisches Drittel: Lübeck (Bertram Vorrade, Johann Wittenborg), Goslar, Hamburg, Rostock, Stralsund, Wismar und Braunschweig; Preußische Städte: Thorn und Elbing. Die westfälischen und livländischen Städte fehlten.                                                                                           | Wegen der Verletzung von Handelsprivilegien in Flandern wurde eine Wirtschaftsblockade gegen ganz Flandern einschließlich der Städte Antwerpen und Mecheln beschlossen. Wegen der anhaltenden Mangelversorgung insbesondere von Getreide akzeptierte Flandern 1360 in einem Friedensschluss die Forderungen der Hanse, womit die Blockade beendet wurde. Der Sieg der Hanse im Wirtschaftskrieg gegen Flandern wurde als Zeichen für die Durchsetzungskraft der geeinten Städtegemeinschaft angesehen. |
| 3. Aug. 1358                                  | Lübeck                       | | Bremen nimmt in Lübeck vor der Versammlung der wendischen Städte die Bedingungen für die Zulassung zur Hanse an. Dazu zählen, zur Verteidigung des Öresundes ein Kriegsschiff mit 50 Bewaffneten und zur Verteidigung der Elbe (Hamburg) ein Schiff mit 100 Bewaffneten bereitzustellen. Sollten Bremer Kaufleute gegen eine verhängte Blockade verstoßen, dann würden diese ihre Güter und ihr Leben verlieren. 1275 war Bremen wegen Weigerung, sich an der Blockade gegen Norwegen zu beteiligen, ausgeschlossen worden. |
| 1. Nov. 1358                                  | Rostock                      | Lübeck, Hamburg, Wismar, Rostock, Stralsund, Greifswald, Anklam und Demmin. | Die versammelten Städte beschlossen ein Schutz- und Treuebündnis auf drei Jahre gegen die Fürsten und Herren, die die Rechte der Städte einschränken würden. Maßregeln der Städte gegen Übergriffe der geistlichen Gerichte sowie gegen Piraten, Straßenräuber und sonstige Verbrecher. |
| 1.(?) Nov. 1358                               | Lübeck                       | Lübeck (weitere Städte sind nicht bekannt). | Verhandelt wurde über Privilegien der deutsche Hanse in Flandern. An der Versammlung nahm der Augustinermönch Bruder Peter aus Flandern teil, der den Städten einen Entwurf von Graf Ludwig von Flandern überbrachte. Dieser wurde von der Versammlung als unzureichend zurückgewiesen. |
| 3. Nov. 1358                                  |                              | | Aufzeichnung Greifswalds über die mit den Städten Stralsund, Anklam und Demmin gefassten Beschlüsse. Zum Schutz ihrer Bürger vor Raub und Plünderung während der anhaltenden Kriegszustände in den Rügischen Erbfolgekriegen schlossen sich die vier Städte zu einem Bündnis zusammen. |
| 1358                                          | Stralsund                    | | Verhandlungen der Stadt Stralsund mit König Magnus von Schweden über die Rechte Stralsunder Bürger über das norwegische Recht und die städtischen Privilegien betreffend das geborgene Strandgut eines bei Suderwideholm in Norwegen gestrandeten Schiffes. Sie erhielten vom schwedischen König einen besonderen Schutzbrief. |
| 6. Dez. 1358                                  | Rostock                      | Lübeck, Hamburg, Wismar, Rostock, Stralsund, Greifswald, Anklam und Demmin. | Beschluss eines am 24. Juni 1359 abzuhaltenden allgemeinen Hansetages in Lübeck, zum Zweck eines energischen Vorgehens gegen Flandern. |
| 31. März 1359                                 | Greifswald                   | | Verhandlungen mit flandrischen Abgeordneten, die im Wesentlichen zu Übereinstimmungen geführt hatten. |
| 24. Juni 1359                                 | Lübeck                       | Zur Versammlung wurden die märkischen Städte und Dortmund eingeladen. | Ein energisches Vorgehen gegen Flandern wurde gefordert. Flandern kündigte neue Verhandlungen an, um zu einem Vergleich zu kommen. |
| 24. Juni 1360                                 | Lübeck                       | | In drei Urkunden erklärten sich die flandrischen Städte bereit, den Schaden, den die deutschen Kaufleute erlittenen hatten, zu ersetzen. In acht weiteren Urkunden werden Hanseprivilegien verliehen. |
| 26. Juni bis 19. Juli 1360                    |                              | Lübeck, Rostock, Wismar, Stralsund und Greifswald. | Verhandlungen mit Dänemark: Im Zusammenhang anhaltender, machtpolitischer Auseinandersetzungen in der schwedischen Königsfamilie zwischen König Magnus und seinen Söhnen Hakon und Erich sowie der Feindschaft mit König Waldemar von Dänemark forderte letzterer Lübeck und die anderen Ostsee-Hansestädte auf, das von König Magnus von Schweden unrechtmäßig beherrschte Schonen zu verlassen. Er legte zugleich den Hansestädten Entwürfe für einen Freibrief für Lübeck, Rostock, Wismar, Stralsund und Greifswald sowie für eine Aussöhnung mit Lübeck unter Bestätigung aller bisherigen Privilegien vor. |
| 24. Aug. 1360                                 | Lübeck                       | | An der Versammlung nehmen flandrische Gesandte des Grafen von Flandern und der Städte Gent, Brügge und Ypern mit jeweiligen Empfehlungsschreiben sowie Urkunden und Vollmachten teil. Sie dienen zur Beilegung der strittigen Punkte mit den Städten und sichern den deutschen Kaufleuten der Hanse die bisherigen Freiheiten, Privilegien und den versprochen Schadensersatz zu (Nr. 238). Der Friede mit Flandern wurde wieder hergestellt. |
| 19. Mai 1361                                  | Rostock                      | Lübeck, Hamburg, Stralsund, Stettin, Wismar und Rostock. | Verhandelt wurde über die Verteilung der Kosten über 4000 Mark an den dänischen König Waldemar zur Erhaltung der Handelsfreiheit in Dänemark, die auf die teilnehmenden Städte aufgeteilt wurden. Greifswald verweigerte seinen Anteil an den Kosten und berief sich auf seine besonderen dänischen Privilegien. |
| 24. Juni 1361                                 | Lübeck                       | | Die einzige Nachricht über die Versammlung enthält das Schreiben Rostocks an Greifswald. Darin ging es um die Rolle der Grapen- und Kannengiesser. |
| 1. Aug. 1361                                  | Greifswald                   | | Kurz vor der Greifswalder Versammlung wurden die schwedischen Inseln Öland (Ort Borgholm) und Gotland von dem Heer des Dänenkönigs Waldemar IV. angegriffen und unterworfen. Die Schlacht von Visby auf Gotland fand am 27. Juli 1361 satt. Bei der Erstürmung der Stadt wurden 1800 Bürger, die sich den Angreifern zur Wehr setzten, getötet, die großen Warenlager wurden geplündert und nahezu die ganze Stadt zerstört. Aufgrund dieser Ereignisse beschloss der Hansetag den Abbruch allen Verkehrs mit Dänemark und Schonen. |
| 7. Sept. 1361                                 | Greifswald                   | Lübeck (Johann Pleskow, Johann Wittenborg), Hamburg (Dietrich Wracks), Wismar, Rostock, Stralsund (Hermann van dem Rade, Gödeke Ghyse, Lüdeke van Külpen, Bernt van Bremen), Greifswald, Anklam, Stettin, Kolberg, Bremen und Kiel sowie Gesandte des Deutschen Ordens und die Könige von Schweden und Norwegen. | Der Hansetag beschloss die Unterbrechung der Handelsverbindungen zu Dänemark und die Vorbereitung und Finanzierung eines Krieges gegen Dänemark. Hierfür sollte ein Zoll von vier Pfennigen vom Pfund auf die Schiffe und die ausgeführten Waren der Hansestädte erhoben werden. Die mit der Besetzung von Teilen Schwedens, Schonen und Gotland verbundene Vorherrschaft auf der Ostsee durch die Dänen sollte gebrochen werden. Zwischen den wendischen Städten und den Königen Hakon von Norwegen und Magnus Schweden sowie dem Herzog von Schleswig und den Grafen von Holstein wurden Verträge gegen Dänemark geschlossen. Die Könige sollten 2000 Bewaffnete mit den erforderlichen Schiffen bereitstellen. Die Aufrüstung der Seestädte: Lübeck 600 Mann, 2 Koggen, 6 Sniggen (große und kleine Kriegsschiffe) und 2 Wurfmaschinen, Hamburg 200 Mann und 2 Koggen, die Städtegemeinschaften Rostock und Wismar, Stralsund und Greifswald sowie Kolberg, Stettin und Anklam jeweils 600 Mann, 6 Koggen, 6 Sniggen und 2 Wurfmaschinen, Bremen 100 Mann und 1 Kogge, Kiel 30 Mann, 1 Schiff und 10 Schuten. |
|                                               |                              | | Seit dem Hansetag am 7. Sept. 1361 in Greifswald waren die Hansestädte mehrmals zusammengekommen, worüber aber keine Informationen vorliegen. |
| 8. Okt. 1362                                  | Stralsund                    | | Es war die Zeit, in der die Hanse gegen Dänemark Krieg führte (Erster Waldemarkrieg). Am 11. Nov. 1361 sollte der Kampf beginnen, wurde dann auf den 27. März 1362 verschoben. Im April 1362 lief die Flotte der Hanse mit 52 Schiffen, darunter 27 Koggen in den Öresund unter Führung des Lübecker Bürgermeister Johann Wittenborg aus. Als Anführer der Flotte wird auch Graf Heinrich von Holstein genannt (welche Führungsaufgaben beide hatten, ist nach Hanserecesse Band 1, S. 199 unklar). Anfang Mai 1362 erreichte die Flotte Kopenhagen, die Stadt wie das Schloss wurden eingenommen und geplündert. Die Flotte landete in Schonen und belagerte Helsingborg. Da die Unterstützung durch die nordischen Verbündeten ausblieb, entschloss sich die Hanse mit ihren etwa 1500 Besatzungen Helsingborg von Land aus zu belagern. Die mit einer schwachen Besatzung zurückgelassenen Schiffe wurden am 18. Juli 1362 von Waldemar IV. angegriffen und 12 große Koggen erbeutet. |
| 6. Nov. 1362                                  | Rostock                      | Lübeck (Bertram Vorrade, Johann Pleskow), Stralsund (Bertram Wulflam), Wismar, Rostock und dänische Vertreter Viko Molteke und Notar Roder | Verhandelt wurde der Vertrag zu einem Stillstandsabkommen zwischen dem König Waldemar von Dänemark, seinem Sohn Christoph, dem König Magnus von Schweden und Norwegen, seinem Sohn Haquin und der deutschen Hanse. Verkündet wurde das Stillstandsabkommen zum 10. Nov. 1362, das auch von dänischer Seite beurkundet wurde und bis zum 6. Jan. 1364 andauern sollte. Weiterhin wurde die Zugehörigkeit der Insel Fehmarn zu welcher Grafschaft sowie der zu erhebene Pfundzoll behandelt. |
| 1. Jan. 1363                                  | Stralsund                    | Lübeck (Johann Pleskow), Stralsund (Bertram Wulflam), Hamburg (Ratsnotar Johann Wunstrop), Rostock, Wismar, Stettin, Kiel, Greifswald, Anklam und Stargard. | Das Bündnis zeigte sich aufgrund des verlorenen Kriegszuges geschwächt und verabschiedete nur zwei Beschlüsse: Die Bewachung der Insel Borgholm, die die nordischen Könige der Hanse zum Pfand gegeben hatten sowie Entschädigung Kiels. Johann Gletzow, Rathmann zu Wismar wurde für ein Jahr als Hauptmann auf Borgholm eingesetzt. Weitere Beschlüsse wurden auf die Versammlung am 5. Febr. 1363 in Rostock vertagt. Der Versammlung lag die Nachricht von Graf Heinrich von Holstein vor, wonach die Dänen den Stillstand vom 9. Sept. 1362 noch nicht bestätigt hatten. Die Versammlung übermittelte daraufhin an den Ritter Viko Moltke die Forderung, die Ratifizierung des Stillstandes vorzunehmen und die Bedingungen für die Gefangenen zu erfüllen. Die preußische Städte beschwerten sich über die Benachteiligung bei den Stillstandverhandlungen die preußischen Gefangenen betreffend und wehrten sich gegen die Fortdauer eines am 8. Okt. 1362 erhobenen Pfundzolls, der aber noch bis Juni 1363 weiter entrichtet werden sollte. Auf dem Hansetag wurde versucht, die Anklage gegen Johann Wittenborg, der 1362 die hanseatische Flotte im Krieg gegen Dänemark angeführt und bei der Belagerung Helsingborgs zwölf Koggen an die Dänen verloren hatte, zu behandeln. Er wurde aber vom Lübecker Rat zum Tode verurteilt, was im September 1363 auf dem Lübecker Markt öffentlich vollzogen wurde. |
| 5. Febr. 1363                                 | Rostock                      | Lübeck, Hamburg, Stralsund (Bertram Wulflam), Kolberg, Wismar, Greifswald, Kiel, Rostock und ein Notar von Stettin. | Verhandelt wurde über den Pfundzoll, Aufzählung der entstandenen Kosten und Entschädigungsansprüche, Strafbestimmungen gegen die, die gegen gemeinsame Beschlüsse verstoßen hatten sowie Vorverhandlungen über ein Bündnis mit dem Herzog von Mecklenburg und dem Grafen von Holstein. Heinrich und Nikolaus, Grafen von Hostein melden den Städten, dass der Abschluss des Friedens durch Dänemark verhindert würde, die Städte sollten den König deshalb mahnen. Der König von Schweden erklärt den Städten, dass er bereit ist, dem von der Hanse mit dem Dänischen König geschlossenen Frieden beizutreten. Sollte Dänemark den Frieden brechen, dann rechnet Schweden mit der Hilfe der Städte. Wisby fragt die Städte an, ob es in den geschlossenen Frieden mit einbezogen wurde und ob es unter dem allgemeinen Schutz der Hanse steht. |
| 17. März 1363                                 | Wismar                       | Wismar, Lübeck (Bertram Vorrade, Johann Pleskow), Rostock, Stralsund (Bertram Wulflam, von Külpen), Anklam, Stettin, Stargard und Kiel. | Die Verhandlungen des holsteinische Grafen mit Dänemark kamen zu einem gewissen Abschluss. Eine Gesandtschaft nach Nykøbing auf Falster wurde geplant. König Magnus hatte sich über ausbleibende Getreidelieferungen aus Lübeck beschwert. Die Versammlung beriet, inwieweit die Schäden, die den Städten zugefügt wurden, durch die ausgebliebenen Hilfeleistungen der nordischen Könige im Kampf gegen die Dänemark entstanden sind und ob die Könige dafür zur Rechenschaft gezogen werden sollten. |
| 23. April 1363                                | Wismar                       | Lübeck, Rostock, Stralsund (Bertram Wulflam, von Külpen), Wismar, Kiel, ein Notar aus Hamburg, Gesandte aus Wisby und der Holsteiner Grafen. | Die Versammlung war hauptsächlich mit der Instruierung der Gesandten beschäftigt. |
| 7. Mai 1363                                   | Nykøbing auf Falster         | 12 Sendboten von Lübeck (Hermann von Osenbrügge), Wismar, Rostock, Stralsund (Bertram Wulflam, von Dörpen), Greifswald, Stettin und Kiel. | Zwischen den kriegsführenden Parteien, der Hanse und den Dänen fanden in Nykøbing auf der Insel Falster Friedensgespräche statt. Auf dänischer Seite nahmen teil: König Waldemar, Herzog von Sachsen und Klaus von Lembeke sowie der Erzbischof von Lund, Viko Moltke, Andreas Vrost und Christian Kule. Hermann Osenbrugge verhandelte mit den Königen Magnus und Hakon. Am 21. Mai 1363 wurde ein Vertragsentwurf zwischen den Parteien erstellt. |
| 24. Juni 1363                                 | Lübeck                       | Lübeck (Bertram Vorrade), Hamburg, Rostock, Stralsund, Wismar, Greifswald, Stettin, Stargard, Lüneburg, Kiel, Lübische Drittel, Wisby, Riga, Dorpat, Reval, Gothländische Drittel und Kulm und eine Stadt des preußischen Drittels.                                                                              | Die von zahlreichen Städten aufgesuchte Versammlung befasste sich mit der Ordnung der hansischen Angelegenheiten. Das Verbot der Flandernfahrt wurde aufgehoben. Der Streit zwischen den preußischen und westphälischen Dritteln wurde geschlichtet. Da das westphälische Drittel mehrfach nicht erschienen war, wurde ihnen die „Vorortschaft“ zugunsten des preußischen Dritteils entzogen. Da die Verhandlungen mit Dänemark ohne Ergebnis verliefen, waren Vorbereitungen für einen zweiten Krieg gegen Dänemark im Gespräch. Verhandlungen mit dem Herzog von Mecklenburg und den holsteinischen Grafen wurden dagegen fortgeführt. |
| 25. Juli 1363                                 | Wismar                       | 28 Sendboten von Lübeck, Rostock, Stettin, Kolberg, Wismar, Kiel, Stralsund (Bertram Wulflam, von Dörpen, Plötze), und Notare aus Hamburg und Greifswald. | Erledigung gegenseitiger Ansprüche (Kosten) zwischen den Städten und Aufwendungen für die Vormacht der Hanse auf Borgholm. |
| 8. und 22. Sept. 1363                         | Stralsund                    | Lübeck, Wismar, Stettin, Neu-Stargard, Kiel, Stralsund, Rostock, Greifswald, ein Notar aus Hamburg und Anklam (nur am 22. Sept.). | Verhandlungen mit Dänemark, die Herzöge von Stettin und der Bischof von Cammin traten als Bevollmächtigte des dänischen Königs Waldemar auf, der auch zu der Verhandlung erwartet wurde. In Schonen wurden die Kaufleute von den Dänen unterdrückt, es drohte Krieg gegen Dänemark. Die preußischen Städte wollten sich aus einem Krieg heraushalten, mit der Erhebung eines Pfundzoll aber Unterstützung leisten. |
| 22. Okt. 1363                                 | Lübeck                       | | Informationen zur Versammlung sind nicht dokumentiert. |
| 1. Nov. 1363                                  | Greifswald                   | 27 Sendboten von Lübeck, Rostock, Wismar, Stettin, Anklam, Stralsund (Bertram Wulflam, vom Rade, Ghyse, Johannes Rughe), Neu-Stargard, Greifswald, Kolberg und ein Notar aus Kiel. | Die Versammlung befasste sich mit den Angelegenheiten Hamburgs. Zur persönlichen Verhandlung mit Waldemar begab sich die Versammlung nach Wolgast. |
| 6. Nov. 1363                                  | Wolgast                      | Stralsund (Bertram Wulflam, vom Rade, von Külpen, von Dörpen). | Verhandlungen mit dänischen Vertretern über die in Dänemark und Schonen beanspruchten Rechte hansischer Kaufleute, die jedoch erfolglos verliefen. |
| 19. Nov. 1363                                 | Greifswald                   | Lübeck, Rostock, Wismar, Stettin, Anklam, Stralsund, Kolberg, Neu-Stargard, Greifswald und ein Notar aus Kiel. | Anordnungen für den Fall eines neuen Krieges mit Dänemark, da die Verhandlungen zu Wolgast gescheitert waren und der Stillstand mit Dänemark am 6. Jan. 1364 ablief. Zwischen den Städten herrschte Uneinigkeit, Stettin, Anklam, Kolberg, Neu-Stargard, Greifswald sowie die preußischen Städte würden sich an einem Krieg nicht beteiligen, Lübeck, Rostock, Wismar und Stralsund würden ihn dagegen allein führen. |
| 6. Jan. 1364                                  | Stralsund                    | Lübeck, Rostock, Wismar, Greifswald, Stettin, Stargard, Anklam, Kiel, Stralsund und Kolberg. | Die Versammlung beschloss, den Königen von England und Frankreich sowie dem Grafen von Flandern das von Waldemar den Städten zugefügte Unrecht zu beklagen, die Schifffahrt bis Ostern vollständig einzustellen. Die 11 Städte (einschließlich Hamburg) vereinbarten die Ausrüstung von 2.440 Mann, die sich auf die Städte wie folgt verteilten: Lübeck (600), Rostock, Stralsund (je 400), Hamburg, Wismar, Stettin, Greifswald (je 200), Kolberg (100), Stargard, Anklam (je 50) und Kiel (40 Mann), bei Gesamtkosten von 166.234 Mark, auf Hamburg entfielen 12.000 Mark. Verzeichnis der 1362 im Krieg gegen Dänemark gefangener Rostocker. |
| 1. Febr., 3. März, 15. März und 24. März 1364 | Stralsund                    | | In einer Folge von Versammlungen in Stralsund fanden Verhandlungen zwischen den Städten und Dänemark unter Vermittlung der Grafen von Holstein, Adolf, Klaus und Nikolaus statt, ohne jedoch einen Abschluss zu erreichen. Zu weiteren Friedensverhandlungen erklärten sich die Städte bereit. |
| 14. April 1364                                | Rostock                      | 13 Sendboten von Stralsund (Bertram Wulflam, von Külpen, Rhuge), Wismar, Rostock, Kiel sowie Notare von Lübeck, Greifswald und Kiel. | Verhandlungen über Maßregeln gegenüber Dänemark, wie ein Ausfuhrverbot nach Dänemark. Da Dänemark den Waffenstillstand nicht respektierte, wurde ein Kriegsbündnis gegen Dänemark verhandelt, vorerst sollten die Verhandlungen von Herzog Barmin abgewartet werden. Graf Heinrich von Holstein berichtete über Pläne in Schweden, Herzog Albrecht von Mecklenburg über die Krönung seines Sohnes, Albrecht III. zum König von Schweden und erste Erfolge gegen die Könige Magnus und Hakon, ermöglicht den hansischen Kaufleuten den Zugang zu Kalmar und Stockholm. |
| 25. Mai 1364                                  | Lübeck                       | Rostock, Stralsund, Wismar, Greifswald, Stettin, Kolberg, Stargard, Kiel und Lübeck. | In der Auseinandersetzung mit Dänemark erklärten sich die Städte zu einem Stillstand bereit. Die Zahlungsverpflichtungen der Städte untereinander wurden im Einzelnen aufgeschlüsselt. Da Hamburg mehrfach sein Ausbleiben an den Versammlungen entschuldigt hatte, wurde Ratsendboten zu Verhandlungen nach Hamburg geschickt. |
| 18. Juni 1364                                 | Stralsund                    | 23 Sendboten von Lübeck, Rostock, Stralsund (Bertram Wulflam), Wismar, Greifswald, Stettin, Kolberg, Anklam, Stralsund, Neu-Stargard und Kiel. | Die Führung der Waffenstillstandsverhandlungen mit Dänemark überließen die Städte den Stralsundern. Unter Vermittlung von Herzog Barnim IV. von Pommern-Wolgast wurde ein Waffenstillstand mit Dänemark vereinbart. Die Vertragsurkunde enthielt Festlegungen zum Stillstand bis zum 2. Febr. 1368 (Lichtmessen 1367), zu besetzten dänischen Schlössern sowie über die Herabsetzung strittiger dänischer Zölle. Für König Waldemar beurkundete Viko Moltke den Vertrag, Bischof Johann I. von Cammin setzte sich für die Einhaltung des Friedens ein. Bis zur Ratifizierung des Vertrages sollte von den Städten eine Fahrt durch den Sund vermieden werden. Die Städte Riga, Wenden, Wolmar, Reval, Dorpat, Pernau und Fellin erklärten, sich an den Vertrag zu halten. |
| 21. Juli 1364                                 | Lübeck                       | | Übernahme von neun Urkunden (Transsumpte) flämischer Privilegien und Aktenstücke aus dem Jahr 1360 durch Lübeck, die die Stadt in Verwahrung hatte u. a. Freiheiten deutscher Kaufleute in Flandern durch Graf Ludwig von Flandern. |
| 22. Sept. 1364                                | Stralsund                    | 16 Sendboten von Lübeck, Rostock, Wismar, Kolberg, Kiel, Greifswald und Stralsund (Bertram Wulflam). | Detaillierte Abrechnung der Städte über die Kosten für die Bereitstellung der Mannschaften und bezogen auf die Kopfzahl der Geschädigten durch die jeweiligen Städte. |
| 27. März 1365                                 | Stralsund                    | 19 Sendboten von Lübeck, Rostock, Wismar, Kolberg, Stralsund (Bertram Wulflam), Kiel, Stettin und Greifswald. | Vorbereitungen für Verhandlungen mit Dänemark über die Verbindung zu Schweden und die Besetzung Ölands. Die Besiegelung des geschlossenen Stillstandes durch Herzog Barnim IV. von Pommern-Wolgast und Waldemar wurde angemahnt. Vollmachten zum Kontor zu Bergen und Brügge sowie betreffend Borgholm wurden eingefordert. |
| 28. Mai 1365                                  | Lübeck                       | 20 Sendboten von Lübeck, Rostock und Stralsund (Bertram Wulflam, Ghyse), Vollmacht von Greifswald an die teilnehmenden Städte, dänische Abgesandte Viko Moltke und Peter Munk. | Verhandlungen über die Erweiterung des Waffenstillstandes mit Dänemark, betreffend Forderungen der Städte an Dänemark sowie die Dänemarks an die Städte. Beendigung des Streits zwischen Lübeck und Greifswald wegen des Heiligen-Geist-Hospital (Lübeck) (Hanserecesse Band 1, Nr. 360–362, S. 311–314). |
| 12. Juni 1365                                 | Stralsund                    | | Vorbereitungen zu den Verhandlungen mit Dänemark. |
| 1. Juli 1365                                  | Verhandlungen zu Akerness    | | Es bleibt unklar, ob die vorgesehene Verhandlung mit Dänemark in Akerness stattgefunden hatte, die möglicherweise am Streit der Städte mit Rostock scheiterte (Ausgaben für die Reise nach Akerness wurden von keiner Stadt in Rechnung gestellt). Rostock sendet eine Danksagung an König Waldemar von Dänemark für die Rückgabe von Bürgergut zu Mön. |
| 3. Sept. 1365                                 | Verhandlungen zu Vordingborg | Lübeck, Rostock und Stralsund. | Verhandelt wurden Entwürfe über einen Sühnebrief und Freibriefe an König Waldemar und den Erzbischof von Lund, in denen den Städten auf sechs Jahre mehrere Freiheiten in Schonen durch Waldemar und ein Strandrechtsprivileg durch den Erzbischof von Lund erteilt werden sollen. |
| 5. Okt. 1365                                  | Rostock                      | Lübeck, Stralsund, Stettin, Neu-Stargard, Kiel, Wismar, Kolberg, Rostock und Notare, Johann von Wunsdorf von Hamburg und Greifswald. | Ratifikationen der Verhandlungen zu Vordingborg sowie Beschlüsse zu Borgholmer Angelegenheiten und zu Bestrafungen derjenigen, die im Krieg gegen Dänemark die erlassenen Gebote missachtet hatten. |
| 22. November 1365                             | Frieden von Vordingborg      | König Waldemar IV., Wendisches Viertel der Hanse unter Führung Lübecks. | Nach dem Ersten Waldemarkrieg im April 1362, in dem die Hanse eine schwere Niederlage erlitten hatte, wurde auf Schloss Vordingborg zwischen König Waldemar IV. von Dänemark und den Städten der Hanse unter Führung Lübecks der Frieden von Vordingborg geschlossen. (Anmerkung: In Hanserecesse Band 1 wird diese Verhandlung nicht erwähnt.) |

In den 10 Jahren von 1356 bis 1365 fanden 40 Hanse- und Städtetage statt, die sich auf die Städte wie folgt verteilen:
Lübeck × 14, Stralsund × 9, Rostock × 7, Greifswald × 6, Wismar × 3 und Wolgast × 1. Sie geben einen Hinweis auf die Bedeutung der Städte in der Hanse.

### Hansetage von 1366 bis 1669
| Datum             | Tagungsort                   | Teilnehmer/Vertreter | Beschlüsse und zeitliche Einordnungen |
| ----------------- | ---------------------------- | --- | --- |
| 24. Juni 1366     | Lübeck                       | 33 Sendboten, Lübeck (Bernhard Coesfeld, Bruno von Warendorp), Stralsund (Bertram), Hamburg, Rostock, Wismar, Greifswald, Kolberg, Kiel, Wisby, Riga, Dorpat, Reval, Stockholm, Rathsnotar von Stettin und Bürgermeister von Danzig. | Die Städte beschlossen eine Reihe von Maßnahmen: Stärkung des Bündnisses der Städte untereinander und Stärkung der Autorität der Städte gegenüber den Fürsten und Landesherren sowie den Kontoren. Die Leitung der Kontore, durch die Ältermänner dürfte nur durch die Bürger der Städte erfolgen. Die Kontore von Novgorod und Brügge dürften ohne Wissen der Städte keine wichtigen Beschlüsse fassen. Niemand dürfte in den Genuss der Privilegien der Deutschen kommen, der nicht Bürger einer Stadt der deutschen Hanse ist. Streitigkeiten zwischen den Städten und den Landesherren, Hamburg gegen Graf Adolf von Holstein, Bremen gegen Erzbischof Albert, Rostock gegen Graf Engelbert von der Mark und der Stadt Hamm wurden vermittelt. Die Abrechnungen der entstandenen Kosten und deren Verteilung auf die Städte nahmen auf der Versammlung breiten Raum ein. |
| 16. Dez. 1366     | Rostock                      | Lübeck, Rostock, Stralsund (Bertram, Werner Buchow), Wismar, Greifswald sowie die Notare von Hamburg und Stettin. | Es wurden viele Feindseligkeiten der Dänen gegen Handel und Schifffahrt beklagt, man war überzeugt, dass ein weiterer Waffenstillstand mit Dänemark nutzlos sei. Waldemar würde nur die Kraft der Hanse nach und nach schwächen wollen, für offene Gewalt hielte er sich dagegen für zu schwach. Ein Krieg gegen Dänemark schien unvermeidlich. Zur Stärkung des Bundes wurde der Anschluss der Städte in Preußen gesucht. Dänische Bischöfe und Grafen wurden zur Einhaltung des Vertrages mit Waldemar bezüglich des zu Unrecht erhobenen Geldes und des weggenommenen Strandgutes aufgefordert. Abrechnungsforderungen aus dem Krieg gegen Dänemark an die Städte Hamburg, Stettin und Kiel. Verhandlung über die Frage, ob Rostock oder Hauptmann Friedrich Sundermann für den Verlust des Landes Öland und des Schlosses Borgholm verantwortlich seien, da ihnen von den Städten deren Bewahrung aufgetragen worden war. |
| 1366–1368         | Verhandlungen wegen Nowgorod | | Streitigkeiten zwischen Russen und Deutschen in Nowgorod wurden durch den Einfall des Heeres des deutschen Ordens in Pskow ausgelöst (Verbrennung der Vorstadt Pskows am 24. Sept. 1367). Die Pskower fielen daraufhin in das deutsche Gebiet Neuhausen (Frauenburg) ein. Deutsche wie Russen wurden jeweils von der anderen Seite gefangen genommen. Die Hanse reagierte mit einem Verbot der Nowgorodfahrt und der Zufuhr von Salz und Hering nach Russland. |
| 4. Mai 1367       | Stralsund                    | Stralsund (Bertram) | Es wurden neue Klagen gegen Dänemark erhoben, wieder wurden Schiffe und Güter geraubt, auch der zugesagte Geleitschutz durch Ritter erfolgte nicht. Nach Endigung des ursprünglichen Waffenstillstandes sollte Schonen nicht mehr angefahren werden, noch sollten Waffen, Eisen und Salz an Dänemark geliefert werden. |
| 30. Mai 1367      | Rostock                      | Lübeck, Stralsund, Rostock, Wismar, Kiel sowie die Notare aus Greifswald und Stettin. | Die Seestädte unternahmen den Versuch, eine kriegerische Auseinandersetzung zwischen dem Deutschordenmeister (Winrich von Kniprode) und den Dänen zu schlichten. Waldemar war gewaltsam gegen preußische und niederländische Kaufleute vorgegangen. Dieser erklärte sich zu Verhandlungen in Stralsund bereit. |
| 24. Juni 1367     | Stralsund                    | Lübeck, Rostock, Stralsund (Bertram), Wismar, Greifswald, Stettin, Kolberg, Danzig, Kulm, Thorn, Elbing sowie ein Rathsnotar aus Hamburg und Sendboten aus Preußen, seitens Dänemarks Vicko Moltke und Ringmann von Lanken, später der Bischof von Ripen. | Verhandelt wurden die Auseinandersetzungen zwischen Dänemark und dem preußisch-niederländischen Städtebündnis. Zu einem offenen Bruch mit Dänemark konnten sich die Seestädte nicht entschließen, die diesjährige Schonenfahrt sollte noch stattfinden. Die dänischen Abgesandten forderten die Städte auf, zu Verhandlungen nach Dänemark zu kommen, Lübeck, Stralsund und Anklam erklärten sich hierzu bereit. Aus Bergen kamen bitte Klagen über König Hakon von Norwegen. |
| 11. Juli 1367     | Elbing                       | Preußische Städte, Kampen, Staveren, Harderwyk, Elbing, Zierikzee, Amsterdam und Dordrecht. | Verhandelt wurde über das Bündnis gegen die Könige von Dänemark und Norwegen. Beschluss zur Versammlung zu Köln durch die preußisch-niederländischen Städte. |
| 1367              | Verhandlungen mit Preußen    | | Vereinbarungen über die Teilnahme der Versammlung in Köln. Die preußischen Städte beauftragten die Ratssendboten zu weiteren Verhandlungen mit den Herren von Meklenburg und Graf Heinrich von Hostein. |
| 29. Juli 1367     | Stralsund                    | Lübeck, Rostock, Wismar, Stralsund, Greifswald, Kolberg, Kiel und Anklam sowie ein Notar von Stettin und als Abgesandter Waldemars Bischof Heinrich von Rothschild. | Die wendischen und preußisch-niederländischen Städte verhandelten über einen noch friedlichen Ausgleich mit Waldemar. Ein lübischer Rathsnotar sollte in Dänemark noch einmal mit dem König verhandeln. Die Handelsfahrten nach Dänemark und Norwegen wurde verboten. An Hamburg, Bremen und Stade wurden Zahlungsforderungen erhoben. |
| 22. Aug. 1367     | Verhandlungen in Falsterbode | 7 Sendboten, Lübeck, Wismar, Rostock, Stralsund (Bertram Wulflam, Johannes Rughe, Notar Rode), Greifswald und Anklam sowie König Waldemar, ein dänischer Rath, Herzog Erich von Sachsen und Graf Adolf von Hostein. | Die wichtige Verhandlung im Schloss Falsterbode mit Waldemar wurde von Bertram Wulflam angeführt. Eine friedliche Vereinbarung mit den Dänen wurde nicht erreicht. Die Verhandlung sollte am 13. Okt. fortgesetzt werden. |
| 1. Sept. 1367     | Stralsund                    | Lübeck, Wismar, Rostock, Stralsund (Bertram Wulflam), Greifswald und Anklam. | Nach der Rückkehr der Sendboten von den Verhandlungen in Falsterbode beschloss die Versammlung die Vorbereitung auf den Krieg gegen Dänemark. Dies betraf vor allem die Sicherung des vorhandenen Gutes und von Ausrüstungen in Schonen. 15 Klagepunkte der Städte gegen den König von Dänemark und dessen Beamte wurden erstellt. Schonische Heringe durften nicht mehr durch den Sund nach Flandern geführt werden. Ob die Sundfahrt gestattet bleiben sollte, sollte am 6. Okt. in Rostock entschieden werden. |
| 6. Okt. 1367      | Rostock                      | 13 Sendboten, Lübeck, Stralsund (Bertram Wulflam), Stettin, Wismar und Rostock. | Vorbereitungen für die Tagfahrt nach Köln. Den Ostseestädten war klar, dass ein Krieg gegen Dänemark nur zusammen mit den Nordseestädten durchgeführt werden sollte. Die Einbeziehung des Herzogs von Mecklenburg und des Grafen von Holstein in das Bündnis sollte erreicht werden. Uneinigkeit mit den preußisch-niederländischen Städten herrschte über die Vorgehensweise gegen die Dänen. Es wurde beschlossen, den Dänen die Zufuhr zu den Städten zu sperren, Ungehorsam sollte bestraft werden. Die Möglichkeit einer Verbindung von der Nordsee zur Ostseeküste über Hannover und Lüneburg wurde besprochen. Der Weg über die Elbe schied wegen eines Streits mit Hamburg aus. |
| 11.–17. Nov. 1367 | Köln                         | 21 Sendboten und mehrere Vertreter aus Köln; die Sendboten Bertram Wulflam und Johannes Rughe von Stralsund, sie vertraten auch Greifswald, Anklam und Stettin, jeweils zwei Sendboten von Lübeck, Rostock, Wismar, Elbing, Campen, Harderwyk, Elborg, Amsterdam, jeweils ein Sendbote von Kulm, Thorn und Brede. Viele dieser Sendboten besaßen auch Vollmachten ihrer benachbarten Städte. | Den Hansetag in Köln stattfinden zu lassen, war von besonderer Bedeutung, zumal in Köln nur einmal ein solcher stattgefunden hat. Den holländisch-zeeländischen Städten, die bislang noch an keinem Hansetag teilgenommen hatten, sollte aufgrund der Nähe zu Köln die Tagfahrt erleichtert werden, da sie auch an der Durchführung eines Krieges gegen Dänemark mit einbezogen werden sollten. Für die Kriegsanstrengungen schlossen sich die Städte zu einem engeren Bündnis, der Kölner Konföderation zusammen. Die westfälischen Städte blieben dagegen dem Hansetag fern. Sie wollten sich an den finanzielle Lasten des Krieges nicht beteiligen, dieser Seekrieg ginge sie nichts an. Als militärische Maßnahme für den Krieg gegen Dänemark wurde das Folgende beschlossen. Die wendischen und livländischen Städte sollten 10 Koggen, 100 Bewaffnete, 2 Schuten und 2 Sniggen; die sechs preußischen Städte 6 Koggen und die Städte Campen, Zuiderzee und Zeeland 4 Koggen stellen. Jede Kogge sollte mit 20 Bewaffneten besetzt sein, die gute Schützen sind. Die Koggen von der Zuidersee sollten Ostern 1368 segelfertig sein und sich an der norwegischen Küste versammeln und gemeinsam in den Sund segeln. Die Flotte der Ostseestädte sollte sich bei Hiddensee sammeln und der Flotte von der Zuidersee im Sund entgegensegeln. Städte, die dieser Vereinbarung nicht folgen, sollten 10 Jahre aus dem Handel und den Häfen der Hanse ausgeschlossen werden. Zur Finanzierung des Kriegsausgaben wurde die Erhebung eines Pfundzolls beschlossen, der von jedem Kaufmann erhoben werden sollte, so z. B. 4 Lübecker Pfennige von 6 Lübecker Mark Einnahme. Auch Schäden, die die Städte in den beiden Reichen erlitten hatten, sollten entschädigt werden. Diese Konföderation mit seinen Bestimmungen sollte bis zum Friedensschluss mit Dänemark drei Jahre in Kraft bleiben. |
| 8. Dez. 1367      | Lübeck                       | Stralsund (Bertram) | Stralsund – in der Hauptleitung der Kriegsführung – wurde beauftragt, die gefassten Beschlüsse den Städten Hamburg, Bremen, Kiel, Stettin, Kolberg und Anklam mitzuteilen. Die Städte, die der Kölner Konföderation nicht beigetreten waren, sollten sich in Rostock erklären. Der Kaiser und andere Herren sowie die Engländer und Fläminger sollten über das Geschehen Mitteilung erhalten. In den Städten sollte Alles geheim gehalten werden. Die Kaufleute in Bergen sollten benachrichtigt werden, so bald als möglich einzuschiffen, auch sollten ihnen hierfür Schiffe gesendet werden. |
| 1. Jan. 1368      | Rostock                      | 18 Sendboten, Lübeck, Hamburg, Stralsund (Bertram, Ludwig von Külpen, Ruhge), Stettin, Greifswald, Kolberg, Wismar und Rostock. | Die Kölner Beschlüsse wurden bestätigt und das Kriegskontingent wurde wie folgt aufgeteilt: Lübeck 3 Koggen mit 300 Mann, Rostock 2 Koggen mit 150 Mann, Stralsund 2 Koggen mit 200 Mann, Wismar 1 Kogge mit 100 Mann, Greifswald 1 Kogge mit 75 Mann, Kolberg 1 Kogge mit 40 Mann und Stettin 1 Kogge mit 80 Mann. Hamburg und Bremen waren für eine Beteiligung noch unentschlossen. Ein Treffen mit den mecklenburgischen und holsteinischen Fürsten wurde vereinbart. Mit den Dänen sollte noch einmal verhandelt werden. |
| 23. Jan. 1368     | Wismar                       | Lübeck, Stralsund, Rostock und Wismar. | Verträge wegen des Krieges gegen Dänemark wurden mit König Albert von Schweden, den Herzogen Albert, Heinrich und Magnus von Mecklenburg und den Grafen Heinrich und Klaus von Hostein geschlossen und Termine für die Beurkundungen bestimmt. Braunschweig und Hannover sollten zum Beitritt zur Kölner Konföderation bewegt werden. |
| 2. Febr. 1368     | Lübeck                       | Rostock, Stralsund (Bertram), Wismar und Lübeck, Abgesandte Waldemars Hartwig von Hummersbüttel und Rigmann von Laken und ein Rathsendbote aus Wisby. | Die Verhandlungen mit König Waldemar wurden abgebrochen, da die in Köln vereinbarten Bedingungen durch die Dänen nicht erfüllt wurden. Kriegsbündnisse wurden mit dem König von Schweden, den Fürsten von Mecklenburg, Holstein und dem Adel von Jütland geschlossen. Der Herzog von Mecklenburg gab den Städten die Schlösser Wittenburg und Ribnitz zum Pfand. Mit Herzog Erich von Sachsen wurde ein Neutralitätsvertrag geschlossen. Dem Bündnis traten auch die Städte Hamburg, Bremen, Stade, Kiel, Greifswald, Anklam, Stettin und Stargard sowie die Städte Preußens, Seelands, Hollands und der Südersee bei. Lübeck sandte Klagebriefe über Gewalttätigkeiten gegen den gemeinen Kaufmann durch die Dänen an Papst Urban V. und Kaiser Karl IV. An Kaiser Karl und den deutschen Kaufmann in Brügge Nachricht über die Beschlüsse zu den eingegangenen Kriegsbündnissen. Beschluss über die Absendung leerer Schiffe nach Bergen. |
| 9. Febr. 1368     | Hamburg                      | | Lübeck verhandelte mit den Städten Hamburg, Bremen und Stade über deren Streitfragen mit der Hanse. |
| 27. Febr. 1368    | Grevismöhlen                 | Lübeck, Rostock, Stralsund (Bertram), Wismar und Greifswald sowie Herzog Albrecht von Mecklenburg und die Grafen Heinrich und Nikolaus von Holstein. | Die Herzöge von Mecklenburg beurkundeten im Auftrag von König Albert von Schweden das gegen die Könige von Dänemark und Norwegen gerichtete Bündnis auf zwei Jahre, wonach die Schweden 1000 Mann bereitstellen sollten. Abstimmung über Maßnahmen für den Fall, dass Herzog Erich von Sachsen und Graf Adolf von Hostein den Neutralitätsvertrag brechen sollten. Stralsund und Greifswald hatten bereits die Peene blockiert, damit die pommerschen Herzöge Waldemar nicht zu Hilfe kommen konnten. Kampen und die preußischen Städte wurden angefragt, ob Hamburg wegen seiner Widerstände gegen das Kölner Bündnis ausgeschlossen werden sollte. |
| 15. März 1368     | Rostock                      | Lübeck, Stralsund, Stettin, Greifswald, Wismar und Rostock. | Die Städte schlossen – unter Zustimmung des Grafen Heinrich von Hostein – Frieden mit Hamburg. Die Grafen Heinrich und Nikolaus von Holstein beurkundeten das gegen die Könige von Dänemark und Norwegen gerichtete Bündnis. Für die Anführung der Schiffe wurden die Hauptleute bestimmt, für Stralsund der Bürgermeister Heinrich Schele und die Ratsherren Borchardt Plötze und Johannes Ruhge, 3 Hauptleute von Lübeck, je 2 von Rostock und Wismar und je 1 von Stettin und Greifswald. Zur Beteiligung am Kriegsbündnis erhielt der Herzog von Mecklenburg in bar 1000 lübische Mark und 2000 Mark Bürgschaften sowie 10 Schiffe. Mecklenburg verpflichtete sich, 300 Ritter und Knappen zum 4. Mai bereitzustellen. Am 16. April sollten sich alle am Gellen zu Hiddensee einfinden. Am 6. April verließ König Waldemar sein bedrohtes Reich und übergab Marschall Henning von Putbus die Reichsgewalt. |
| 23. März 1368     | Wismar                       | | Zur Versammlung sind keine Aufzeichnungen bekannt. |
| 1368              | Verhandlung mit Dordrecht    | | Die Städte drohten Flandern den Stapelplatz in Brügge nach Dordrecht zu verlegen, wenn die flandrischen Städte ihren Handelsverkehr mit Dänemark und Norwegen nicht abbrechen würden. Herzog Albert von Baiern bevollmächtigte am 9. Juni den Dortrechter Rathssendboten zu Verhandlungen mit den Städten wegen der Verlegung des Stapelplatzes. Er sicherte den Kaufleuten der Hanse die Rechte zu, die ihnen sein Bruder zu dessen Zeit erteilt hatte. Zu einer Verlegung nach Dortrecht kam es jedoch nicht. |
| 24. Juni 1368     | Lübeck                       | 35 Sendboten, Lübeck, Rostock, Stralsund, Wismar, Stettin, Greifswald, Kolberg, Thorn, Elbing, Danzig, Riga, Reval, Kampen, Zierikzee, Dortrecht, Staveren, Amsterdam und Briel sowie ein Rathmann aus Wisby. | Am 16 April begann der Krieg der Kölner Konföderation gegen Dänemark. Am 2. Mai wurde Kopenhagen eingenommen, geplündert und das Schloss besetzt. Die Schweden nahmen Schonen ein und belagerten Helsingborg. Die Hosteiner und Jüten besetzten Aalborg. Nur die königliche Residenz Wordingborg wurde von Hauptmann Vicke Moltke erfolgreich verteidigt. Der dänische Widerstand gegen die hanseatische Übermacht war aufgrund des geflohenen Königs gering. Nach der Eroberung von Schonen, erteilte König Albrecht von Schweden am 25. Juli den Städten die freie Fahrt nach Schonen, am 1. Aug. durfte an Land gegangen werden, um „Hering zu salzen“ (Vitte). Das Kopenhagener Schloss sollte besetzt bleiben und später zerstört werden. Die abzuleistende Sühne durch den König Hakon von Norwegen sollte mit König Albrecht von Schweden verhandelt werden. Soldquittungen für eine große Anzahl namentlich genannter Wehrmänner, Ritter und Knappen im Dienst Rostocks gegen den König von Dänemark und seiner Helfer wurden ausgestellt und in Aktenstücken dokumentiert. Verluste an Waffen und Lösegeld für Gefangenschaften sollten entschädigt werden. Kiel, Hamburg und Bremen wurden zum Beitritt in das Bündnis gemahnt. Der Rathsendbote Revals berichtete über Streitigkeiten zwischen Wisby und den livländischen Städten. |
| 30. Juli 1368     | Rostock                      | Lübeck, Stralsund (Bertram), Wismar und Rostock | Verhandlungen über die Bestimmungen über die freigegebene Schonenfahrt; die Besetzung des Schlosses Wittenberg, das den Städten als Unterpfand gegeben war; Hilfen, die man den verbündeten Fürsten (Herzog Bogislaus) gegen König Waldemar gewähren will. Es wurden Mahnbriefe nach Kolberg, Stettin und Anklam geschickt. |
| 10. Aug. 1368     | Wismar                       | Lübeck, Rostock, Stralsund (Bertram) und Wismar | Mit König Hakon von Norwegen wurde ein Waffenstillstand geschlossen, der bis zum 1. April 1369 Gültigkeit haben soll. Absicherungen des Stillstandes im Nordsund soll mit dem König verhandelt werden. Die Befehlshaber in Schonen wurden aufgefordert, bis Martini zu bleiben. Es wurde die Erkrankung des Herzogs Alberts von Mecklenburg festgestellt, falls er keinen ärztlichen Beistand erhielte, sollte sein Sohn Herzog Heinrich an seine Stelle treten. König Waldemer befand sich im Deutschen Reich, auch beim Kaiser und versuchte ein Bündnis gegen die Hansestädte zu bilden. Die märkischen und sächsischen Städte Berlin, Prenzlau, Brandenburg, Frankfurt, Breslau und Guben wurden aufgefordert, die Fürsten und Herren abzumahnen, die König Waldemar Beistand leisten würden. |
| 1370              | Stralsund                    | Lübeck, Stralsund, Greifswald, Stettin, Kolberg, Stargard, Kulm, Thorn, Elbing, Danzig, Riga, Reval, Dorpat, Kampen, Zuidersee, Briel, Harderwijk, Zutphen, Elburg, Stavoren, Deventer, Dordrecht, Amsterdam | Nach dem zweiten Krieg gegen Waldemar IV. von Dänemark (1368 – 69) kam die Hanse am 1. Mai 1370 auf dem Hansetag in Stralsund zum Friedensschluss mit Dänemark zusammen, an dem Vertreter von 23 Hansestädten (der Kölner Konföderation) und die dänischen Gesandten teilnahmen. Zu dem am 24. Mai 1370 besiegelten Friedensvertrag zählten, dass Dänemark der Hanse den freien Handel auf der Ostsee zu garantieren hat sowie die Abschaffung der erhöhten Abgaben, die seit 1361 von den deutschen Kaufleuten beim Heringshandel in Schonen erhoben wurden. Der Friede von Stralsund markierte den Höhepunkt der Macht des hansischen Städtebunds im Ostseeraum. |
| 1375              | Lübeck                       | Lübeck: Bertram Vorrade | Die Gewerbestadt Braunschweig war eine der großen norddeutschen Städte, die durch Kupferabbau im Rammelsberg zu Reichtum gekommen war. Die Handwerker, die sich zu Zünften zusammengeschlossen hatten, strebten in den Städten mehr Rechte und Vertretungen im Rat an, was in Braunschweig wiederholt zu Aufständen gegen das Patriziat geführt hatte (Große Schicht). Als 1374 zur Tilgung der hohen Verschuldung der Stadt auch für die Braunschweiger Handwerker die Abgaben erhöht werden sollten, wurden mehrere Ratsmitglieder erschlagen und die Patrizierherrschaft beseitigt. Braunschweig wurden daraufhin auf dem Lübecker Hansetag aus der Hanse mit der Begründung ausgeschlossen, die Ratsmitglieder seien ohne Schuld getötet worden. Weiterhin wurde jedem Kaufmann der Hanse der Handel mit Braunschweig verboten. /1, 539/. |
| 1376              | Stralsund                    | Lübeck: Hermann Lange | Im Kampf um die Macht in den drei skandinavischen Ländern, Dänemark, Norwegen und Schweden führte Mecklenburg einen Kaperkrieg gegen Dänemark, wovon auch die Hanseschiffe betroffen waren. Die Hafenstädte Rostock und Wismar waren Ausgangspunkte der Kaperfahrer, wo die Schiffe ausgerüstet und bewaffnet wurden. Die als Vitalienbrüder bezeichneten Kaperfahrer fuhren auf eigene Rechnung und Gefahr. Der Druck der Hanse auf beide Städte, der Seeräuberei Einhalt zu bieten, blieb ohne Erfolg. Auf dem Hansetag wurde der Kampf gegen die ausufernde Seeräuberei beschlossen. Zwei Jahre lang sollte ein Pfundzoll auf die in den Häfen der Hanse gehandelten Waren erhoben werden, um die Kriegsschiffe der Hanse zu bewaffnen. |
| 1377              | Lübeck                       | Lübeck: Bertram Vorrade | |
| 1379              | Lübeck                       | Lübeck: Hinrich von Loo, Gottfried Travelmann | Dortmund nahm erstmals am Hansetag teil. Aufgrund der Dominanz der Seestädte hatten zuvor keine der führenden westfälischen Hansestädte an einem Hansetag teilgenommen. |
| 1380              | Lübeck                       | Lübeck: Hinrich von Loo, Gottfried Travelmann | Nach fünfjähriger Verhansung wird Braunschweig wieder in die Hanse aufgenommen. Von den Niederländischen Städten, die sich dem „Kölner Drittel“ angeschlossen hatten, beantragte Arnheim 1380 die Aufnahme in die Hanse, die aber erst 1441 förmlich vollzogen wurde. |
| 1382              | Lübeck                       | Lübeck: Gottfried Travelmann | |
| 1383              | Lübeck                       | Lübeck: Gottfried Travelmann | In einem Schreiben der zum Hansetag versammelten Ratssendboten an die preußischen Städte wird bemängelt, dass von diesen Städten keine Ratssendboten geschickt wurden. Sie wurden gebeten, einen neuen Versammlungstag zu bestimmen, um die vorgesehenen Angelegenheiten und Dinge zu besprechen. |
| 1384              | Lübeck                       | Lübeck: Gerhard Dartzow | |
| 1387              | Lübeck                       | Lübeck: Peter von Herike | |
| 1388              | Lübeck                       | Lübeck: Gottfried Travelmann | Handelssperren in England, Flandern und Russland beeinträchtigen den Handel über drei der Kontore der Hanse. Vorangegangene Streitigkeiten über erhöhte Abgaben durch Brügge, die begleitet waren durch schwere Unruhen der Weber gegen die Obrigkeit und die Inhaftierung von Hansekaufleuten im Jahr 1378, konnten durch Verhandlungen nicht beigelegt werden. Daraufhin beschloss der Hansetag am 1. Mai 1388 die Handelsblockade gegen Flandern, die bis Ende 1392 andauerte. |
| 1389              | Lübeck                       | Lübeck: Gottfried Travelmann | |
| 1390              | Lübeck                       | Lübeck: Gottfried Travelmann | |
| 1391              | Hamburg                      | Lübeck: Jordan Pleskow | |
| 1400              | Lübeck                       | Lübeck: Henning von Rentelen | |
| 1401              | Lübeck                       | | Verbot des Borgkaufs: Auf Betreiben des Brügger Kontors wurde erstmals beschlossen, Handelsgüter nicht auf Kredit einzukaufen. Damit sollten vor allem die Kaufleute bei Fernhandelsgeschäften vor Schaden bewahrt werden. Dieser Beschluss geht auf ein Verbot eines livländischen Städtetages zurück, der den Kredithandel mit Russen untersagte. Diese Vorschrift sollte drei Jahre gelten. |
| 1401              | Kalmar                       | Lübeck: Henning von Rentelen | |
| 1402              | Lübeck                       | Lübeck: Henning von Rentelen | |
| 1402              | Kalmar                       | Lübeck: Henning von Rentelen | |
| 1403              | Lübeck                       | Lübeck: Jordan Pleskow, Henning von Rentelen | |
| 1403              | Kalmar                       | Lübeck: Henning von Rentelen | |
| 1404              | Lübeck                       | Lübeck: Henning von Rentelen | |
| 1405              | Lübeck                       | Lübeck: Henning von Rentelen | |
| 1407              | Lübeck                       | Lübeck: Jordan Pleskow, Albert von der Brügge, Nikolaus von Stiten | |
| 1410              | Lübeck                       | Lübeck: Hermann von Alen | |
| 1411              | Lübeck                       | Lübeck: Gerhard Mars | |
| 1411              | Wismar                       | Lübeck: Nosselmann Bunstorp | |
| 1412              | Lüneburg                     | Lübeck: Elert Stange | Mit dem zunehmenden Handel von Massengütern, wie Salz, Getreide und Holz wurden die Handelsschiffe immer größer. Das hatte auch einen größeren Tiefgang der Schiffe zur Folge, was vermehrt zur Gefahr des Auflaufens der Schiffe in den Häfen führte. Hiervon waren im Unterschied zu den Seehäfen die Binnenstädte mit ihren kleineren Häfen betroffen, die sich gegen diese Entwicklung wehrten. Inder Konsequenz wurden Schiffe unterschiedlicher Größen gebaut. |
| 1416              | Lübeck                       | Lübeck: Marquard von Dame, Tidemann Junge, Albert van der Brügge, Johann von Hameln | |
| 1417              | Lübeck                       | Lübeck: Marquard von Dame, Tidemann Junge, Albert van der Brügge, | In der Folge der Handwerkeraufstände in den Städten beschloss die Hanse, dass jeder Handwerker, der sich in einer Stadt niederließ, seinen Fähigkeitsnachweis durch seine Geburtsstadt wie auch durch die Stadt, in der er sich niederließ, beglaubigen zu lassen. Damit wollte man die als Aufrührer verdächtigen Handwerker besser kontrollieren. |
| 1417              | Rostock                      | Lübeck: Johann von Hameln | |
| 1418              |                              | | Lübeck „Haupt der Hanse“. |
| 1421              | Lübeck                       | Lübeck: Tidemann Morkerke | |
| 1422              | Lübeck                       | Lübeck: Berthold Roland, Johann von Hameln, Tidemann Morkerke | |
| 1423              | Lübeck                       | Lübeck: Johann von Hameln | |
| 1426              | Lübeck                       | Lübeck: Ludwig Krul, Berthold Roland, Johann Bere | Der Schiffbau der Hanse diente auch dem Verkauf der Schiffe an das Ausland, wie nach England, Holland und Italien. Als die holländischen Schiffe vermehrt in der Ostsee auftauchten, beschloss die Hanse das Verbot, Schiffe ins Ausland zu verkaufen, welches in der Folgezeit regelmäßig erneuert wurde. In der Konsequenz verloren die Werften wertvolle Kundschaft und andererseits förderte es den Schiffbau in den anderen Ländern. |
| 1427              | Braunschweig                 | Altstadt: Tile van Strobeck, Cord van Ursleve, Albert van Vechelde, Statius Velhauwer, Henning Salge, Hans van Hollege Hagen: Cort Horneburg, Hans Horneburg, Tile van dem Broke Neustadt: Arnt Elers, Fricke van Twedorp | Wendisch-sächsisches Bündnis gegen den Dänenkönig Erich von Pommern (Aschersleben, Braunschweig, Einbeck, Goslar, Halberstadt, Hamburg, Hameln, Hannover, Helmstedt, Hildesheim, Lübeck, Lüneburg, Magdeburg, Quedlinburg) Bremen wird bis 1433 verhanst |
| 1430              | Lübeck                       | Lübeck: Ludwig Krul, Johann Bere | Ein Hauptübel an den Hansetagen war das Nichterscheinen der Vertreter mehrerer Städte. Das ungerechtfertigte Ausbleiben wurde mit einer Buße von einer Goldmark festgesetzt, die Beschlagnahme von Gütern und sogar der Ausschluss aus der Hanse wurde angedroht. |
| 1434              | Lübeck                       | Lübeck: Johann Bere, Johann Gerwer, Jakob Bramstede, Johann Segeberg, Johann Klingenberg | |
| 1441              | Lübeck                       | Lübeck: Johann Bere, Johann Gerwer, Jakob Bramstede, Johann Segeberg | |
| 1443              | Lübeck                       | Lübeck: Johann Lüneburg | |
| 1449              | Bremen                       | Lübeck: Jakob Bramstede | |
| 1450              | Bremen                       | Lübeck: Jakob Bramstede | |
| 1457              |                              | | 30 Städte wurden für ihr Ausbleiben zu einer Geldstrafe verurteilt, sofern sie sich nicht rasch und mit guten Gründen entschuldigten. |
| 1466              | Lübeck                       | Lübeck: Bertold Witig | |
| 1470              | Uelzen                       | Lübeck, Hamburg, Lüneburg, Braunschweig, Stendal, Magdeburg, Hildesheim, Goslar sowie Vertreter aus Rostock, Wismar, Halberstadt, Halle, Göttingen | Beratungen über den Entwurf der sächsisch-wendischen Tohopesate. |
| 1476              | Lübeck                       | Lübeck: Hinrich Castorp, Ludeke von Thünen, Tidemann Evinghusen | Frieden von Utrecht |
| 1476              | Bremen                       | Lübeck: Hinrich Castorp, Ludeke von Thünen, Münster: Johann VI. Droste zu Hülshoff | |
| 1479              | Lübeck                       | Lübeck: Brand Hogefeld | |
| 1487              | Lübeck                       | Lübeck: Hinrich Castorp, Hinrich Lipperade der Jüngere, Heinrich Brömse, Brand Hogefeld Riga: Johann Schöning | Johann Schönings Tagebuch des Hansetags in den Hanserezessen |
| 1490              | Lübeck                       | Lübeck: Hinrich Castorp | |
| 1494              | Bremen                       | Lübeck: Hermann von Wickede II, Johann Testede, Westfalen: Johann VII. Droste zu Hülshoff | |
| 1498              | Lübeck                       | Lübeck: Hermann von Wickede, Heinrich Westfal | |
| 1498              | Bremen                       | Lübeck: Heinrich Witte, Westfalen: Johann VII. Droste zu Hülshoff | |
| 1501              | Lübeck                       | Lübeck: Hermann von Wickede | Städtetag? |
| 1501              | Lübeck                       | Lübeck: Johann Hertze | Städtetag? |
| 1506              | Lübeck                       | Lübeck: Heinrich Witte, Daniel von Büren der Ältere, Westfalen: Everwin II. von Droste zu Handorf | Folge: Vertrag von Segeberg (1506); Friede von Nyköping (1507) |
| 1507              | Lübeck                       | Lübeck: Jasper Lange, Johann Kerkring, Hartwig von Stiten, Tidemann Berck, Heinrich Witte, David Divessen Hermann Meyer, Daniel von Büren der Ältere | |
| 1511              | Lübeck                       | Lübeck: Johann Kerkring, Heinrich Witte, Heinrich Castorp, Thomas von Wickede | |
| 1514              | Lübeck                       | Lübeck: Berend Bomhover Heinrich Warmboeke | Wendischer Städtetag |
| 1515              | Lübeck                       | Lübeck: Hermann Meyer | |
| 1515              | Stralsund                    | Lübeck: Heinrich Castorp, Thomas von Wickede | |
| 1516              | Lübeck                       | Lübeck: Hermann Meyer, Thomas von Wickede | |
| 1530              | Lübeck                       | | Versuch zur Instrumentalisierung des Hansetages in der Gegenreformation durch das Patriziat |
| 1534              | Hamburg                      | Lübeck: Joachim Gercken | |
| 1535              | Lüneburg                     | Lübeck: Gotthard von Hoeveln, Godeke Engelstede | Die Politik Lübecks wird vom Hansetag missbilligt. |
| 1535              | Lübeck                       | Lübeck: Godeke Engelstede | Friede von Hamburg (1536) zwischen Lübeck und Christian III. |
| 1540              | Lübeck                       | Lübeck: Nikolaus Broemse | |
| 1550              | Lüneburg                     | Lübeck: Hermann Falke | |
| 1555              | Lübeck                       | Lübeck: Heinrich Köhler, Ambrosius Meyer, Hermann Falke, Gottschalck von Wickede | |
| 1556              | Lübeck                       | Lübeck: Heinrich Köhler, Ambrosius Meyer, Hermann Falke, Gottschalck von Wickede | Heinrich Sudermann wird Syndikus der Hanse. |
| 1557              | Lübeck                       | Lübeck: Heinrich Köhler, Hermann Falke, Gottschalck von Wickede, Anton Lüdinghusen, 63 Städte | Statut der kontinuierlichen Konfederation. |
| 1558              | Bremen                       | Lübeck: Ambrosius Meyer, Anton Lüdinghusen | |
| 1559              | Lübeck                       | Lübeck: Heinrich Köhler, Ambrosius Meyer, Anton Lüdinghusen, Hieronymus Lüneburg | |
| 1562              | Lübeck                       | Lübeck: Ambrosius Meyer, Anton Lüdinghusen, Hieronymus Lüneburg | |
| 1564              | Lübeck                       | Lübeck: Ambrosius Meyer, Anton Lüdinghusen, Hieronymus Lüneburg, Johann Kerkring Danzig: Albrecht Giese | |
| 1566              | Lübeck                       | Lübeck: Ambrosius Meyer, Anton Lüdinghusen, Hieronymus Lüneburg, Johann Kerkring Danzig: Albrecht Giese | |
| 1604              |                              | | Der Alleingang der Lübecker bei Gesandtschaft nach Russland (1603) wird vom Hansetag gerügt. |
| 1628              | Lübeck                       | Lübeck: Lorenz Möller | 1629 Lübeck, Bremen und Hamburg werden gemeinsam Sachwalter der Hanse. |
| 1630              | Lübeck                       | Lübeck: Lorenz Möller | |
| 1651              | Lübeck                       | Lübeck: Christoph Gerdes, David Gloxin | |
| 1669              | Lübeck                       | Lübeck: Johann Ritter Bremen, Hamburg, Danzig, Rostock, Braunschweig, Hildesheim, Osnabrück, Köln | Letzter Hansetag am 29. Mai 1669 abgehalten durch den Lübecker Rat 1669 |